# Gare de Bellenaves
La gare de Bellenaves est une gare ferroviaire française de la ligne de Commentry à Gannat, située sur le territoire de la commune de Bellenaves, dans le département de l'Allier, en région Auvergne-Rhône-Alpes.
C'est une halte voyageurs de la Société nationale des chemins de fer français (SNCF) du réseau TER Auvergne-Rhône-Alpes desservie par des trains express régionaux. 
Du fait de travaux sur la ligne la desserte de Bellenaves est remplacée par des cars TER et des transports à la demande TAD jusqu'au 14 décembre 2013.

## Situation ferroviaire
Établie à 395 mètre d'altitude, la gare de Bellenaves est située au point kilométrique (PK) 375,567 de la ligne de Commentry à Gannat entre la gare de Louroux-de-Bouble et celle de Saint-Bonnet-de-Rochefort. Entre Louroux-de-Bouble et Bellenaves se situe le viaduc du Bellon.

## Histoire
En 1859, le « projet d'un chemin de fer de grande jonction de Tours à Gannat » prévoit, dans le tracé de la troisième section, la création d'une gare de « quatrième ordre » à Bellenaves.
Sur la commune, les travaux de construction de la ligne du chemin de fer, débuté en 1866, amènent de nombreux ouvriers qui viennent parfois avec leur famille. La Compagnie du chemin de fer de Paris à Orléans (PO) ouvre à l'exploitation sa ligne de Commentry à Gannat le 19 juin 1871.
En 1924, on installe des pédales électriques en avant de signaux avancés non visibles du poste de manœuvre afin d'éviter un croisement accidentel de trains sur la voie unique.

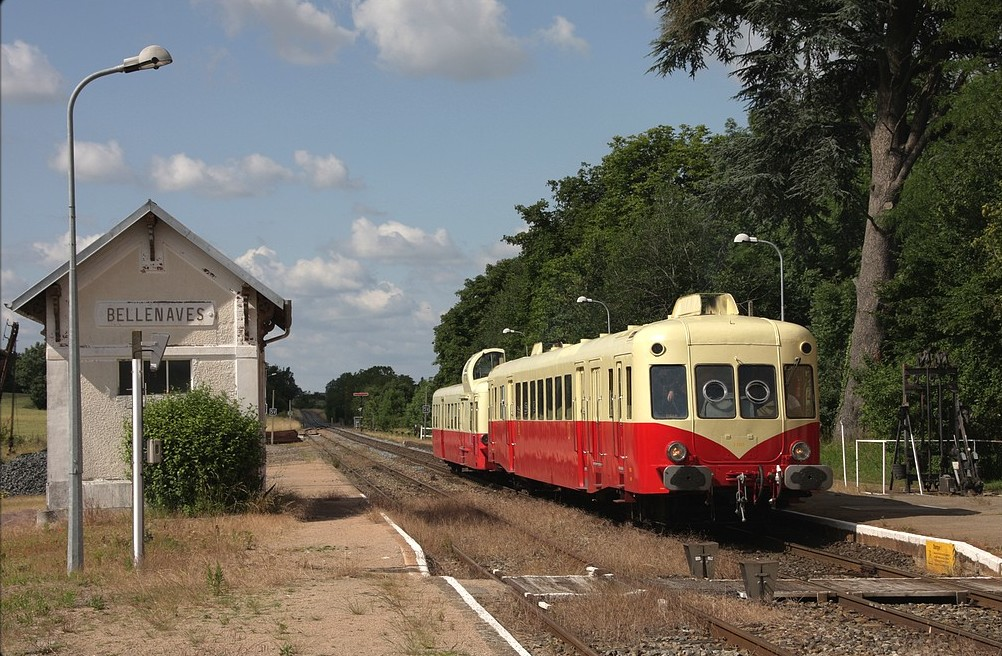
Autorail X2403 à Bellenave en 2009

## Fréquentation
De 2023 à 2015, selon les estimations de la SNCF, la fréquentation annuelle de la halte s'élève aux nombres indiqués dans le tableau ci-dessous.
| Année     | 2023   | 2022  | 2021  | 2020  | 2019  | 2018  | 2017  | 2016  | 2015  |
| --------- | ------ | ----- | ----- | ----- | ----- | ----- | ----- | ----- | ----- |
| Voyageurs | 10 212 | 8 124 | 5 018 | 3 307 | 6 618 | 6 547 | 6 744 | 8 580 | 6 510 |

## Service des voyageurs

### Accueil
Halte SNCF, c'est un point d'arrêt non géré (PANG) à entrée libre. Néanmoins elle a conservé son bâtiment voyageurs avec une salle d'attente ouverte aux voyageurs

### Desserte
Bellenaves est desservie par les trains TER Auvergne-Rhône-Alpes de la relation Montluçon-Ville - Clermont-Ferrand. 

### Intermodalité
La gare est située à 1 km du centre ville de Bellenaves. Un parking pour les véhicules y est aménagé.

## Service des marchandises
La gare est fermée au service du fret depuis le 1er juin 2006.